# Laval-en-Belledonne
Pour les articles homonymes, voir Laval.
Laval-en-Belledonne est une commune française située dans le département de l'Isère, en région Auvergne-Rhône-Alpes.
Ses habitants sont appelés les Lavallois.

## Géographie

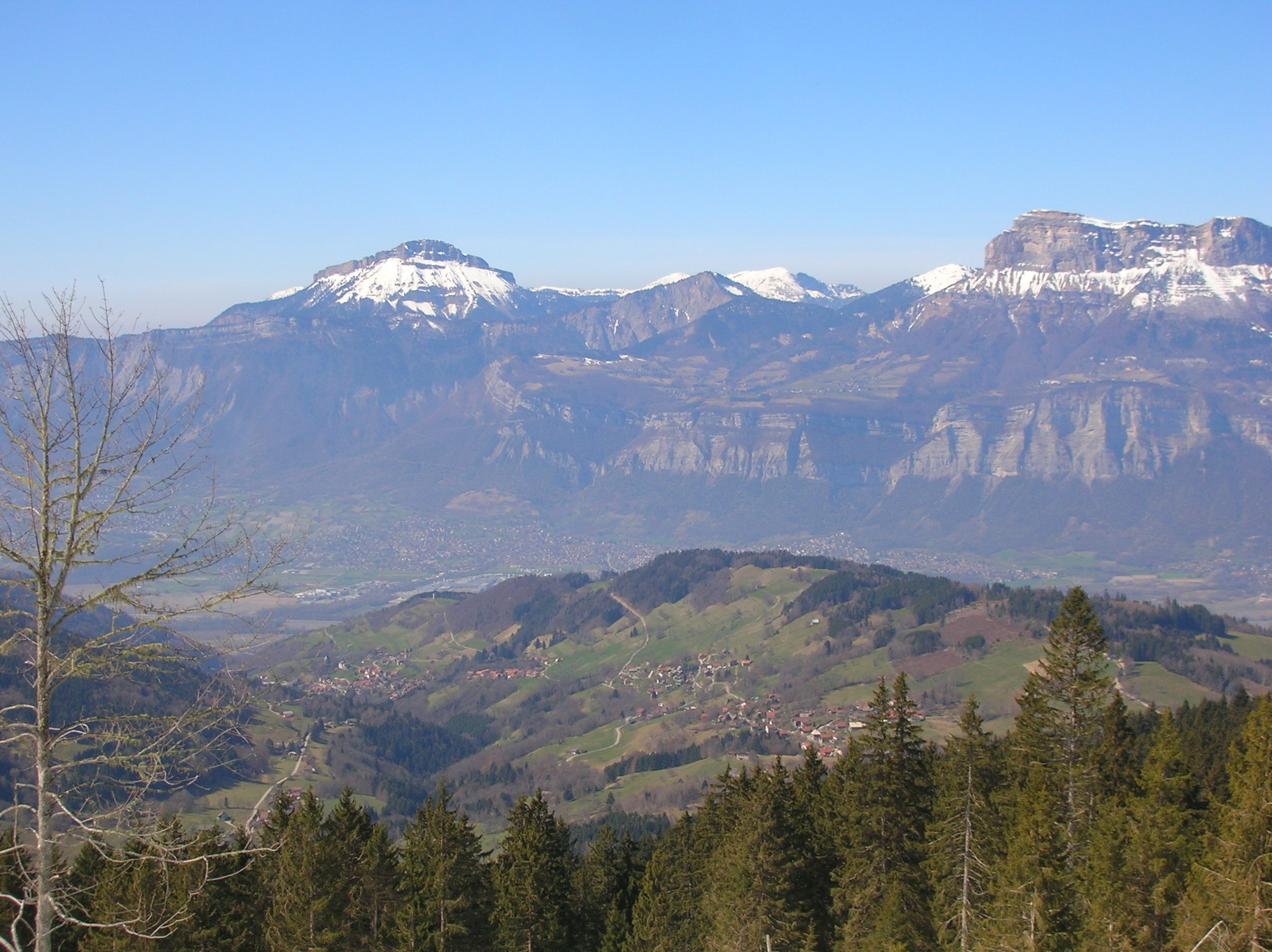
Laval-en-Belledonne depuis le domaine nordique de Prapoutel (Les 7 Laux).

### Situation et description
Rattachée à la communauté de communes Le Grésivaudan, la commune de Laval-en-Belledonne est une petite commune de moyenne montagne située dans la vallée du Grésivaudan, en rive gauche de l'Isère, à mi-chemin entre les agglomérations de Grenoble et de Chambéry et au-dessus de Brignoud.

### Climat
Pour des articles plus généraux, voir Climat d'Auvergne-Rhône-Alpes et Climat de l'Isère.
En 2010, le climat de la commune est de type climat de montagne, selon une étude du Centre national de la recherche scientifique s'appuyant sur une série de données couvrant la période 1971-2000. En 2020, Météo-France publie une typologie des climats de la France métropolitaine dans laquelle la commune est exposée à un climat de montagne ou de marges de montagne et est dans la région climatique  Alpes du nord, caractérisée par une pluviométrie annuelle de 1 200 à 1 500 mm, irrégulièrement répartie en été. 
Pour la période 1971-2000, la température annuelle moyenne est de 9,8 °C, avec une amplitude thermique annuelle de 18,1 °C. Le cumul annuel moyen de précipitations est de 1 414 mm, avec 9,6 jours de précipitations en janvier et 8 jours en juillet. Pour la période 1991-2020, la température moyenne annuelle observée sur la station météorologique de Météo-France la plus proche, « Pipay_sapc », sur la commune de Theys à 7 km à vol d'oiseau, est de 6,3 °C et le cumul annuel moyen de précipitations est de 1 545,8 mm,. Pour l'avenir, les paramètres climatiques de la commune estimés pour 2050 selon différents scénarios d'émission de gaz à effet de serre sont consultables sur un site dédié publié par Météo-France en novembre 2022.

### Hydrographie
Le territoire communal et le bassin versant du ruisseau de Laval ont une partie commune très importante.

### Voies de communication
Le territoire communal, situé à l'écart des grands axes de circulation, est cependant traversé par deux routes secondaires la RD280 et la RD528 qui la relie à la vallée du Grésivaudan.

## Urbanisme

### Typologie
Au 1er janvier 2024, Laval-en-Belledonne est catégorisée commune rurale à habitat dispersé, selon la nouvelle grille communale de densité à sept niveaux définie par l'Insee en 2022.
Elle est située hors unité urbaine. Par ailleurs la commune fait partie de l'aire d'attraction de Grenoble, dont elle est une commune de la couronne,. Cette aire, qui regroupe 204 communes, est catégorisée dans les aires de 700 000 habitants ou plus (hors Paris),.

### Occupation des sols

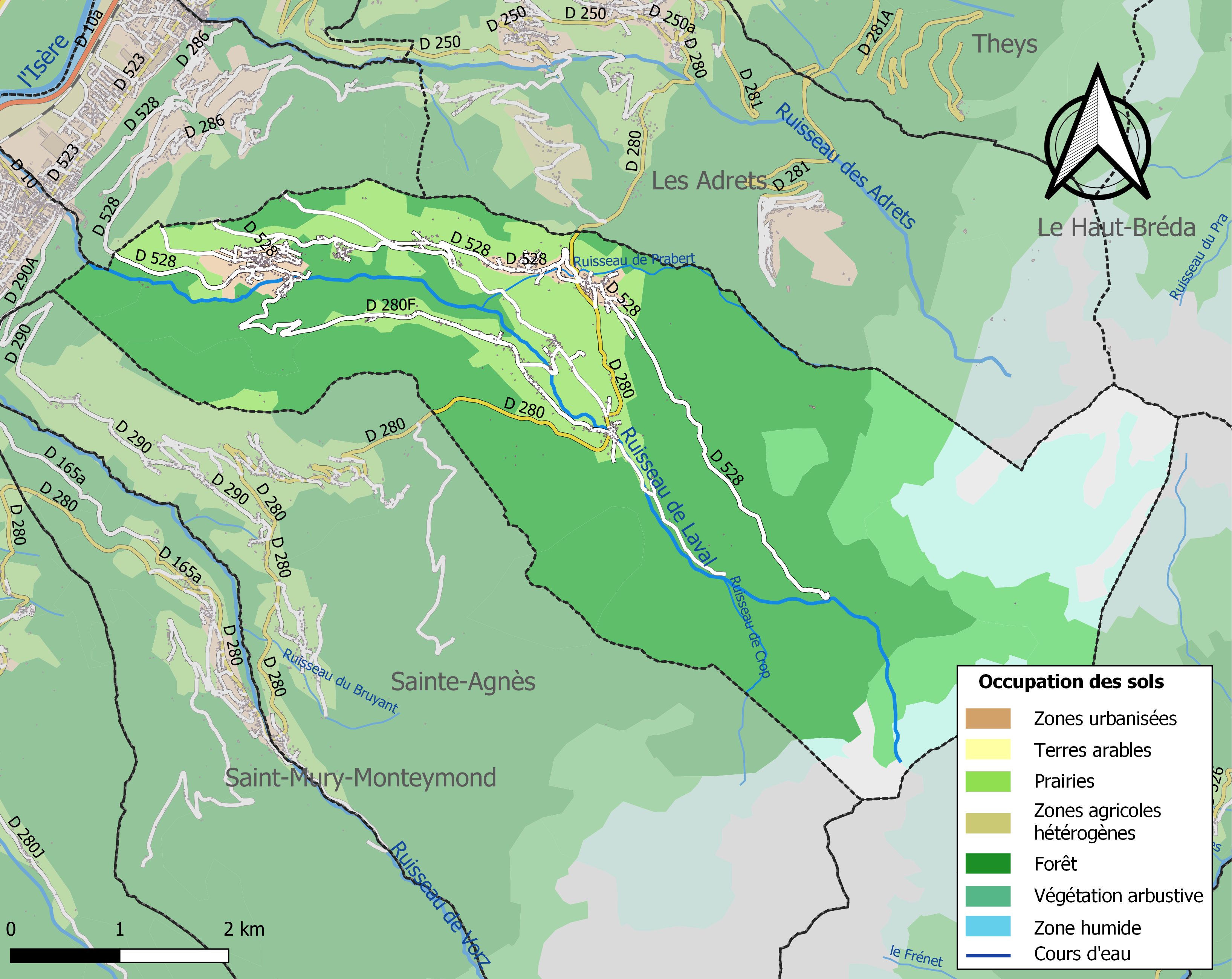
Carte des infrastructures et de l'occupation des sols de la commune en 2018 (CLC).

L'occupation des sols de la commune, telle qu'elle ressort de la base de données européenne d’occupation biophysique des sols Corine Land Cover (CLC), est marquée par l'importance des forêts et milieux semi-naturels (82,7 % en 2018), une proportion sensiblement équivalente à celle de 1990 (83 %). La répartition détaillée en 2018 est la suivante : 
forêts (54,5 %), espaces ouverts, sans ou avec peu de végétation (16,5 %), prairies (15 %), milieux à végétation arbustive et/ou herbacée (11,8 %), zones urbanisées (2,3 %).
L'IGN met par ailleurs à disposition un outil en ligne permettant de comparer l’évolution dans le temps de l’occupation des sols de la commune (ou de territoires à des échelles différentes). Plusieurs époques sont accessibles sous forme de cartes ou photos aériennes : la carte de Cassini (XVIIIe siècle), la carte d'état-major (1820-1866) et la période actuelle (1950 à aujourd'hui).

### Hameaux
- la Boutière
- le Fuzier
- le Mollard
- Planeyssard
- Prabert
- Vaugelas
- le Ruisseau
- Bérot
- la Gorge
- le Carnival
- le Taillat
- Lancelot
- le Bonnat

### Risques naturels et technologiques

#### Risques sismiques
L'ensemble du territoire de la commune de Laval-en-Belledonne est situé en zone de sismicité n°4 (sur une échelle de 1 à 5), comme la plupart des communes de son secteur géographique, mais en limite de la zone n°3.
| Type de zone | Niveau            | Définitions (bâtiment à risque normal) |
| ------------ | ----------------- | -------------------------------------- |
| Zone 4       | Sismicité moyenne | accélération = 1,6 m/s2                |

## Toponymie
Par un décret du 26 février 2020, la commune de Laval change de nom officiellement et devient Laval-en-Belledonne.

### Préhistoire et Antiquité

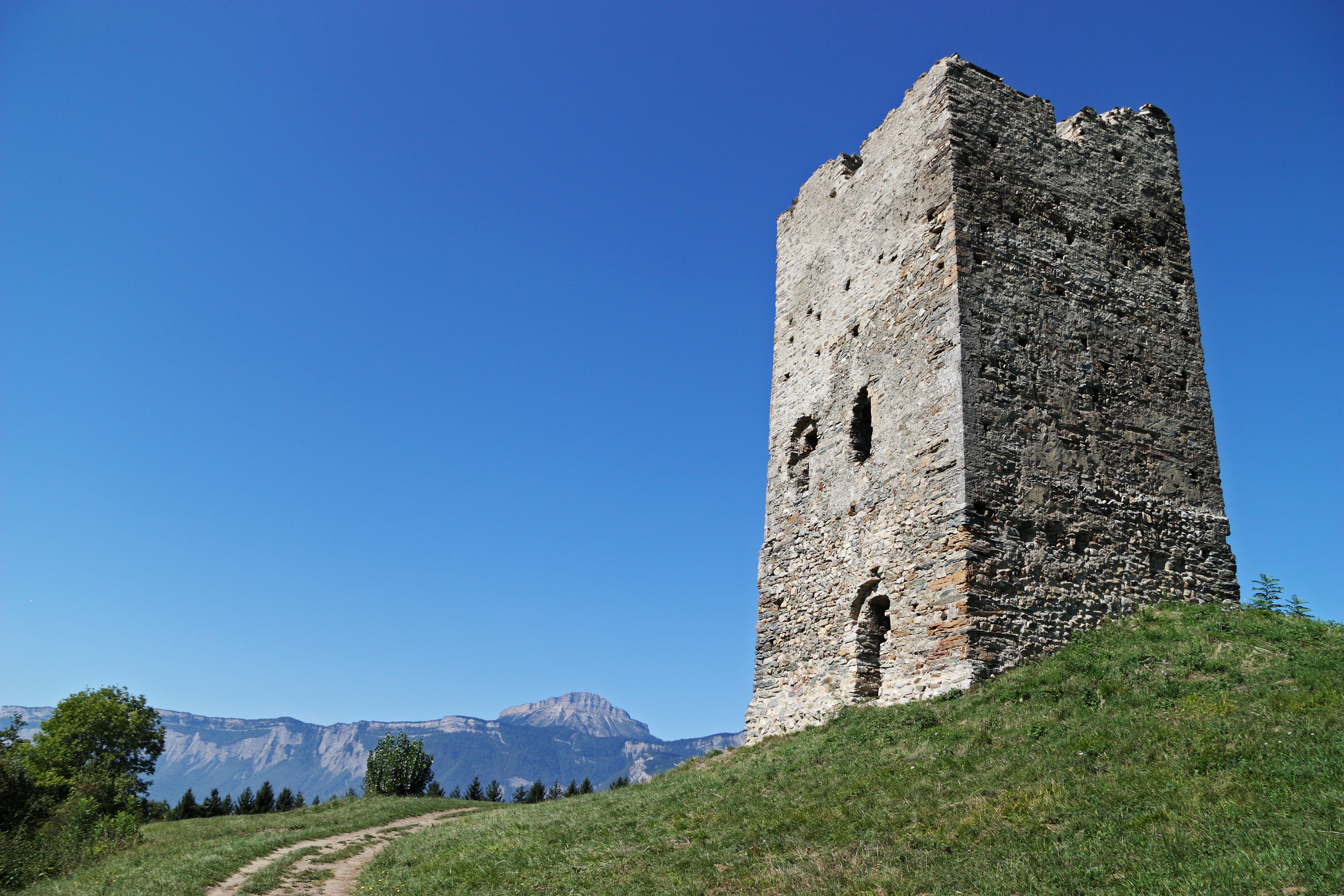
La tour de Montfalet.

### Liste des maires

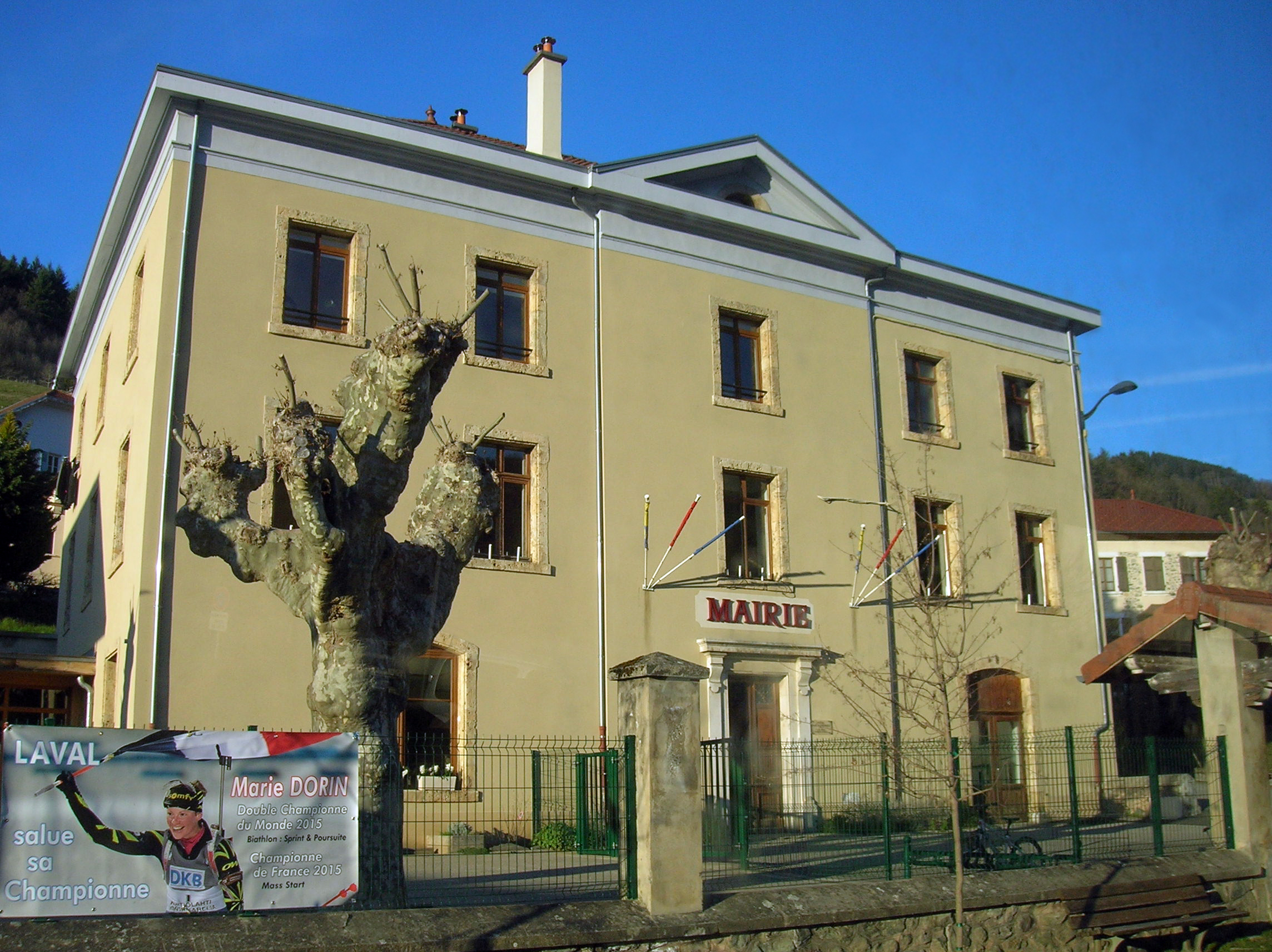
La mairie.

## Politique et administration

### Liste des maires[15]
| Période                                  | Période  | Identité            | Étiquette | Qualité                                                             |
| ---------------------------------------- | -------- | ------------------- | --------- | ------------------------------------------------------------------- |
| 1831                                     | 1833     | François Paganon    | -         | -                                                                   |
| 1919                                     | 1937     | Joseph Paganon      | Radical   | -                                                                   |
| 1989                                     | 2008     | Jean-Pierre Paganon | -         | -                                                                   |
| 2008                                     | 2014     | Christine Joy.      | -         | -                                                                   |
| 2014                                     | 2020     | Sébastien Eyraud    | SE        | Ingénieur                                                           |
| 2020                                     | En cours | Mireille Stissi     | SE        | Ancienne Directrice régionale Protection Judiciaire de la Jeunesse. |
| Les données manquantes sont à compléter. |          |                     |           |                                                                     |

### Environnement
En raison de ses efforts pour la qualité de son environnement nocturne, la commune a été labellisée « Village une étoile 2015 ». Le label est décerné par l'Association nationale pour la protection du ciel et de l'environnement nocturnes (ANPCEN) et compte 5 échelons. Un panneau, disposé aux entrées du village, indique cette distinction.

## Population et société

### Démographie
L'évolution du nombre d'habitants est connue à travers les recensements de la population effectués dans la commune depuis 1793. Pour les communes de moins de 10 000 habitants, une enquête de recensement portant sur toute la population est réalisée tous les cinq ans, les populations de référence des années intermédiaires étant quant à elles estimées par interpolation ou extrapolation. Pour la commune, le premier recensement exhaustif entrant dans le cadre du nouveau dispositif a été réalisé en 2008.

En 2022, la commune comptait 1 009 habitants, en évolution de +2,33 % par rapport à 2016 (Isère : +3,07 %, France hors Mayotte : +2,11 %).
| 1793  | 1800 | 1806 | 1821  | 1831  | 1836  | 1841  | 1846  | 1851  |
| ----- | ---- | ---- | ----- | ----- | ----- | ----- | ----- | ----- |
| 1 000 | 831  | 979  | 1 226 | 1 154 | 1 053 | 1 100 | 1 109 | 1 096 |

| 1856  | 1861  | 1866  | 1872 | 1876 | 1881 | 1886 | 1891 | 1896 |
| ----- | ----- | ----- | ---- | ---- | ---- | ---- | ---- | ---- |
| 1 066 | 1 045 | 1 007 | 974  | 970  | 909  | 939  | 812  | 801  |

| 1901 | 1906 | 1911 | 1921 | 1926 | 1931 | 1936 | 1946 | 1954 |
| ---- | ---- | ---- | ---- | ---- | ---- | ---- | ---- | ---- |
| 759  | 793  | 791  | 717  | 614  | 660  | 585  | 462  | 481  |

| 1962 | 1968 | 1975 | 1982 | 1990 | 1999 | 2006 | 2008 | 2013 |
| ---- | ---- | ---- | ---- | ---- | ---- | ---- | ---- | ---- |
| 467  | 448  | 450  | 422  | 525  | 805  | 918  | 950  | 987  |

| 2018 | 2022  | - | - | - | - | - | - | - |
| ---- | ----- | - | - | - | - | - | - | - |
| 982  | 1 009 | - | - | - | - | - | - | - |

### Enseignement
La commune est rattachée à l'académie de Grenoble.

### Médias
Historiquement, le quotidien à grand tirage Le Dauphiné libéré consacre, chaque jour, y compris le dimanche, dans son édition du Grésivaudan, un ou plusieurs articles à l'actualité de la communauté de communes, ainsi que des informations sur les éventuelles manifestations locales, les travaux routiers, et autres événements divers à caractère local.
La commune est située sur l'aire de diffusion de radio Ici Isère, une radio publique qui émet sur tout le territoire du département de l'Isère.

### Cultes
La communauté catholique et l'église paroissiale (propriété de la commune) dépendent de la paroisse La Croix de Belledonne, elle-même rattachée au diocèse de Grenoble.

## Économie
Agriculture, élevage, fromage

## Culture locale et patrimoine

### Lieux et monuments
- Église Saint-Étienne, des XIe et XIIe siècles[24]

Construite en époque romane et modifiée au XVe siècle et au XVIIe siècle, elle est inscrite au titre des monuments historiques par arrêté du 2 juin 2009, à  l'exception de la chapelle des Alleman, classée par arrêté du 25 février 2010. Une fresque de la Vierge de Miséricorde du XVe siècle y est peinte à la mémoire des chevaliers dauphinois tués à la bataille de Verneuil (1424),.
- Tour de Montfalet

La tour de Montfalet ou de Montfallet, autrefois appelée tour de Montfollet, est un donjon carré des XIIIe – XIVe siècle, inscrite au titre des monuments historiques par arrêté du 19 mai 1937.
- Chapelle Sainte Gertrude, avec sa cloche classée du XVe siècle[29].
- Château de Gordes.

Le château est cité au XIIIe siècle « bastida vallis Sancti Stephani ». Il est reconstruit au XVIe siècle.
- Château de la Martelière ou Martellière.

manoir des XIVe et XVIe siècles,.
- Les bassins[31].
- La centrale hydroélectrique de Haut Laval[32]. La centrale hydroélectrique de Loury, construite par Maurice Bergès pour exploiter le ruisseau de Laval, est la première centrale troglodyte. Elle a fonctionné jusqu'en 2015[33].
- La mine d'anthracite de la Boutière[34].
- Le lavoir du bourg.

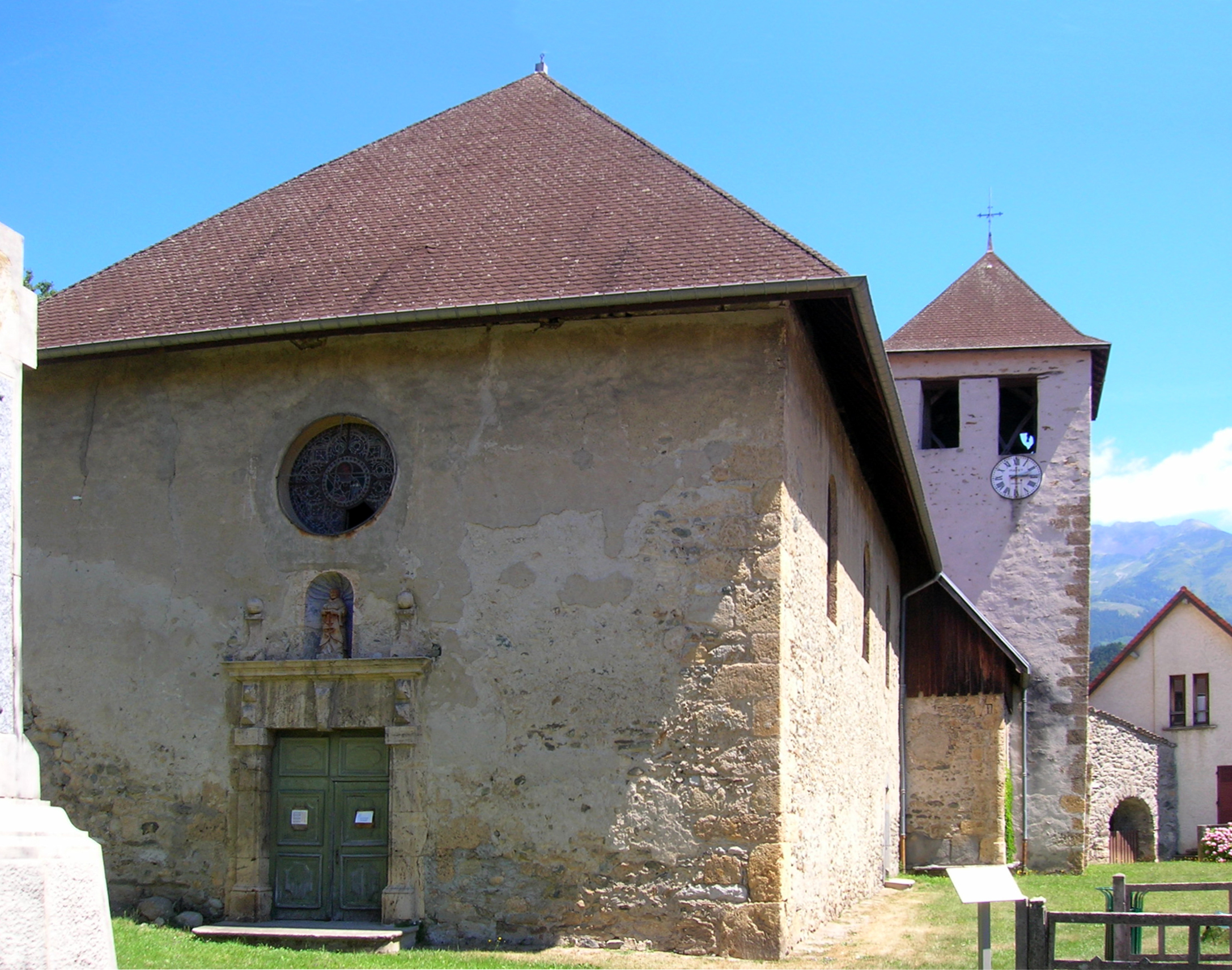
Église Saint-Étienne.
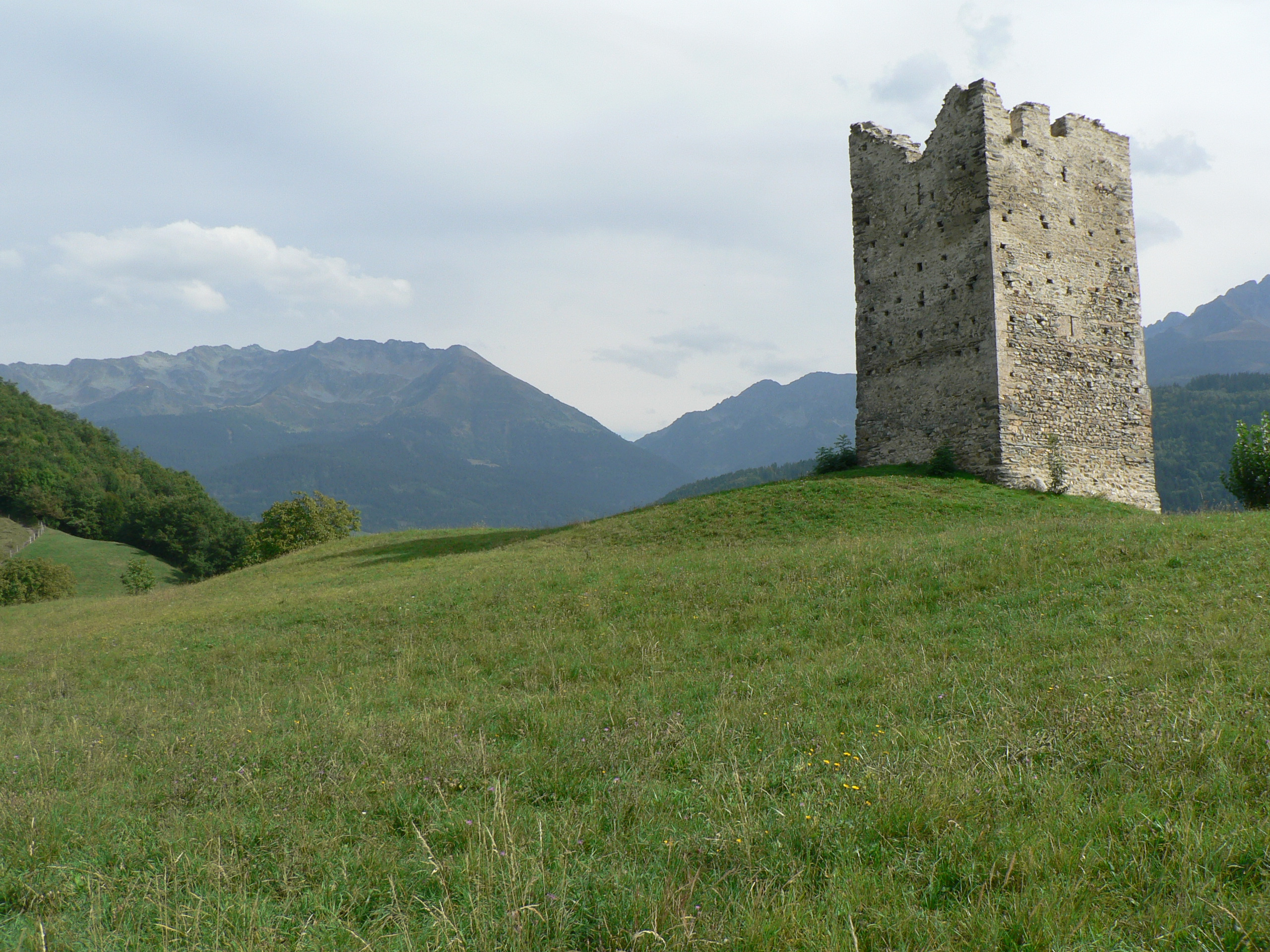
Tour de Montfalet.
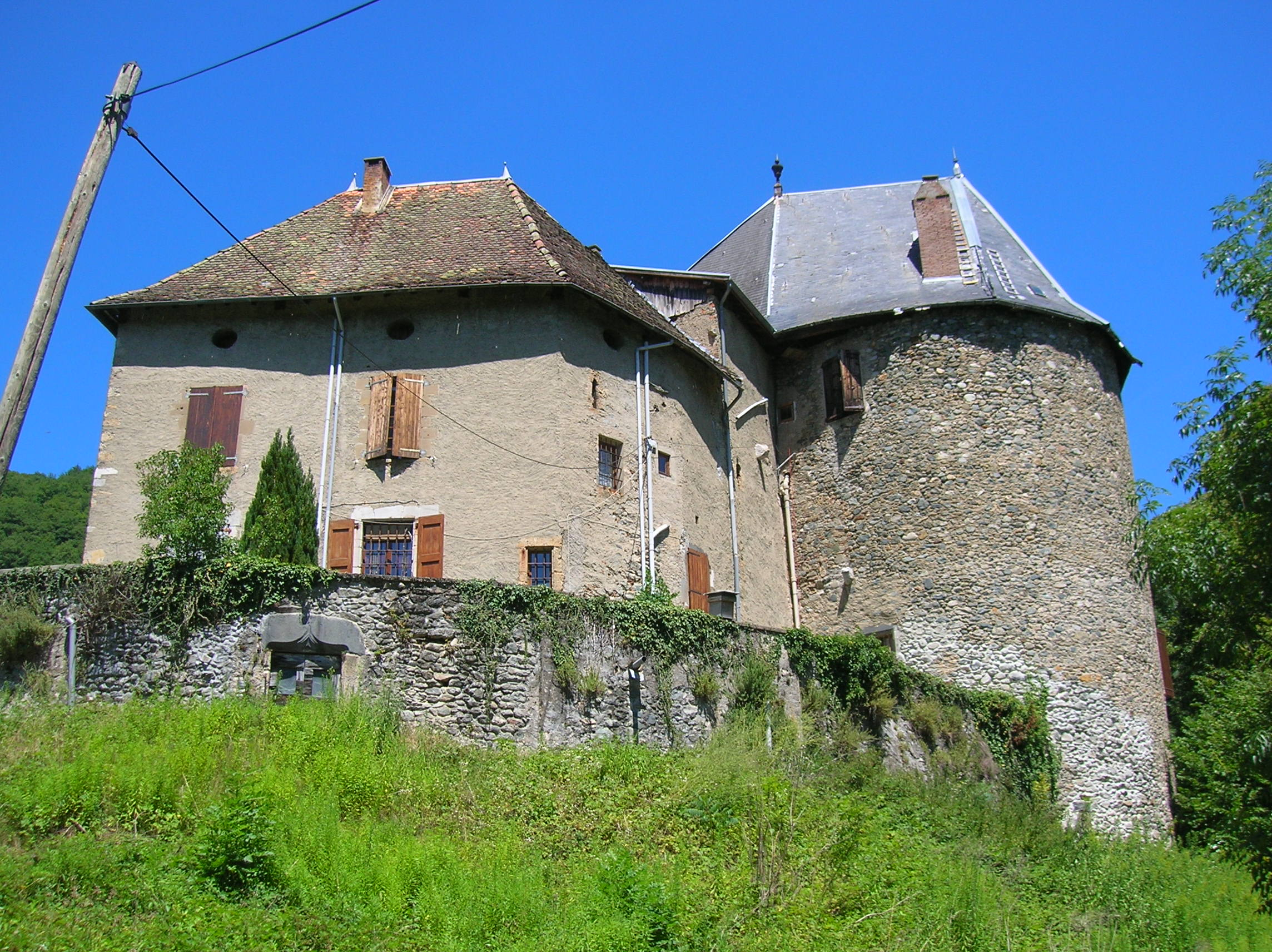
Château de Gordes.
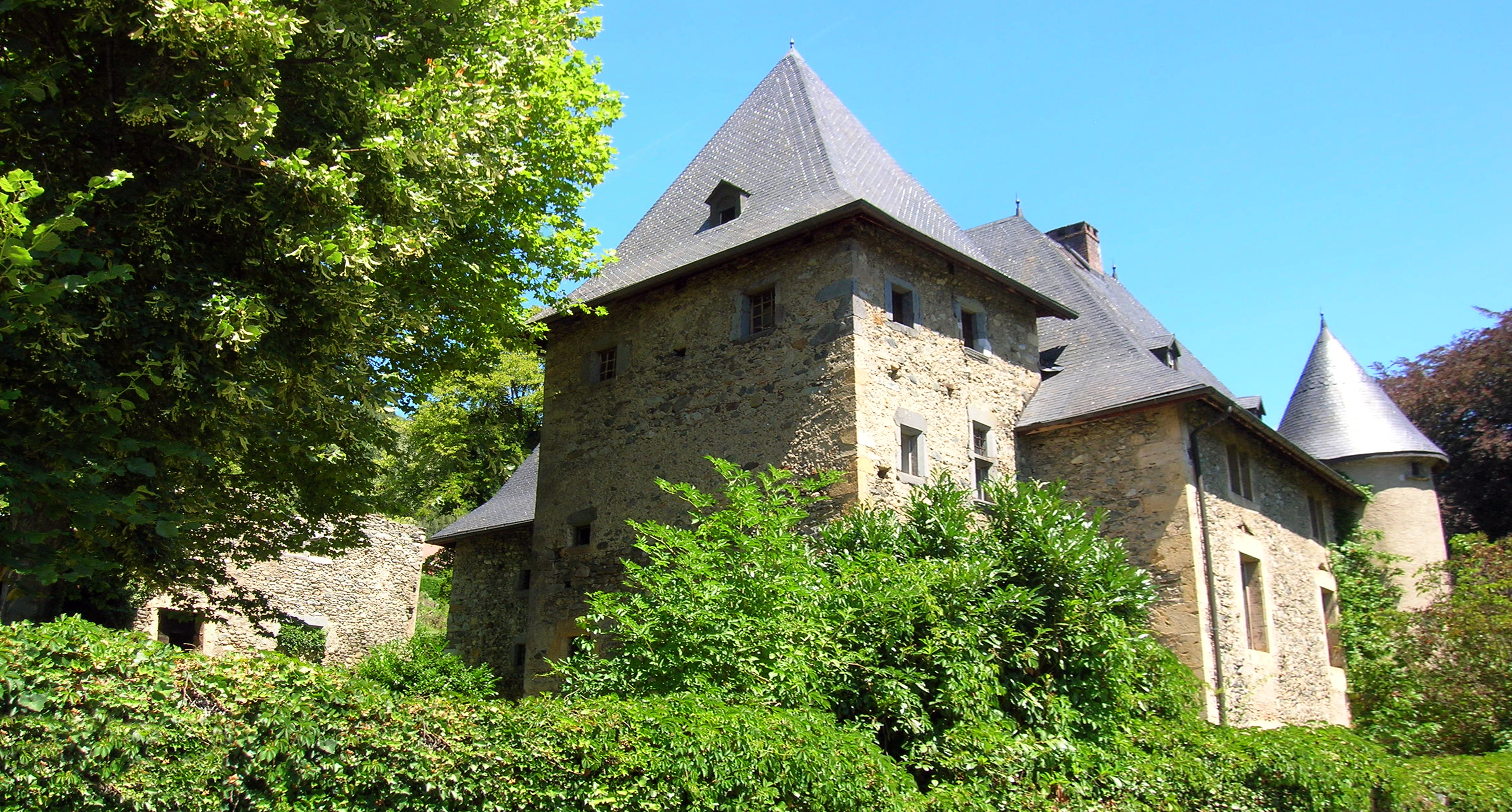
Château de la Martelière.

### Personnalités liées à la commune
Le baron de Gordes, lieutenant-général, gouverneur du Dauphiné et seigneur de Laval, qui refusa de participer au massacre de la Saint-Barthélémy. Aussi, Joseph Paganon (1880-1937) fut maintes fois ministre. Il a ainsi pu réaliser de nombreux ouvrages : route menant à l'Alpe d'Huez, route du balcon de la chaîne de Belledonne, etc. Peu avant sa mort, les travaux d'une route de Laval jusqu'au Rivier d'Allemont (pour accéder à l'Oisans) avaient largement débuté, mais ne furent jamais finis, la guerre ayant stoppé tout avancement. Une place porte son nom dans le centre des villages de l'Alpe-d'Huez et de Laval, ainsi qu'une plaque au départ de la route de Villard-Notre-Dame.
Marie Dorin-Habert biathlète multi-médaillée de l'équipe de France (club des CO 7 Laux section nordique) a vécu à Laval.

### Héraldique, logotype et devise
| Blason de Laval-en-Belledonne | Blason  | De gueules semé de fleurs de lys d’or, à la bande d’argent brochant sur le tout.                                        |
| Blason de Laval-en-Belledonne | Détails | Armes de la famille Alleman, seigneurs de Laval, dauphinois Le statut communal officiel de ce blason reste à déterminer |